# Josefa Amar y Borbón
Josefa Amar y Borbón (* 4. Februar 1749 in Saragossa; † 21. Februar 1833 ebd.) war eine spanische Übersetzerin und Autorin. Sie wird als eine der bedeutendsten Figuren der aragonesischen Aufklärung beschrieben und als eine der wichtigsten Autorinnen ihrer Zeit.

## Leben und Werk
Amar y Borbón wurde 1749 in Saragossa als fünftes Kind von Ignacia Borbón y Vallejo und José Amar y Arguedas geboren. Beide Eltern stammten aus dem niederen Adel, einige Verwandte waren Ärzte oder lehrten an Universitäten, und die Familie stand den Ideen der Aufklärung nahe. Als Josefa fünf Jahre alt war, wurde ihr Vater zum Hofarzt ernannt und die Familie zog nach Madrid. Hier genoss sie eine für ein Mädchen in der damaligen Zeit ungewöhnliche Erziehung: Zwei Lehrer, der Hellenist und spätere Leiter der königlichen Bibliothek Rafael Casalbón und der Priester Antonio Berdejo, sorgten für ihre umfassende humanistische Ausbildung und dafür, dass sie auch Französisch, Italienisch und Englisch lernte. Die Heranwachsende las nicht nur die Klassiker, sondern auch spanische Humanisten des 16. Jahrhunderts wie Juan Luis Vives, Antonio de Nebrija und Arias Montano sowie die Werke von Leibniz und Bacon.
1772 heiratete die damals 23-Jährige den 29 Jahre älteren Juristen und Gelehrten Joaquín Fuertes Piquer, mit dem sie ein Kind hatte, den Sohn Felipe. 1772 wurde Fuertes Piquer als höherer Beamter an den Hof von Saragossa berufen und die Familie zog von Madrid in die Hauptstadt von Aragon. Dort suchte Amar regelmäßig die Bibliothek des Dominikanerkonvents von San Ildefonso auf, lange als einzige weibliche Besucherin. 1782 begann sie, den sechsbändigen Ensayo histórico apologético de la literatura española (Historische Studie zur Verteidigung der spanischen Literatur) des exilierten Jesuiten Francisco Xavier Lampillas aus dem Italienischen zu übersetzen, eine Arbeit, die 1789 in einer zweiten ergänzten Auflage erscheinen sollte. Aufgrund der Qualität dieser Übersetzung und ihres Rufs als belesene Frau wurde sie im selben Jahr als erstes weibliches Mitglied in die „Sociedad Económica Aragonesa de Amigos del País“ aufgenommen. Diese 1776 gegründete, aus städtischen Würdenträgern – wie z. B. Amars Ehemann – bestehende Gesellschaft versuchte u. a. mithilfe von wissenschaftlichen Publikationen und durch die Gründung von Schulen die grassierende Armut und soziale Ungleichheit zu bekämpfen. Sie war eine von vielen „Wirtschaftlichen Gesellschaften“, die während der Aufklärung in Spanien gegründet wurden.
Im Auftrag der Sociedad Económica übersetzte Amar y Borbón 1783 einen Aufsatz des Universalgelehrten Francesco Griselini, später leitete sie mit anderen Frauen zusammen die von der Gesellschaft gegründeten Spinnschulen.
1786 wurde an der Sociedad Económica von Madrid darüber diskutiert, ob Frauen als Mitglieder zugelassen werden sollten. Da es mit ihr in Saragossa bereits einen Präzedenzfall gab, wurde Amar eingeladen, sich an der Debatte zu beteiligen: Sie legte ihre Meinung in dem Discurso en defensa del talento de las mujeres y de su aptitud para el gobierno y de otros cargos en que se emplean los hombres (Ausführungen zur Verteidigung des Könnens von Frauen und ihrer Eignung für Regierungs- und andere Positionen, in denen Männer beschäftigt sind) dar. Darin beklagte sie die mangelnde Bildung von Frauen und die Tatsache, dass ihnen die Anreize fehlten, das zu ändern. Amar bestritt, dass Frauen generell für ein Amt ungeeignet seien und schloss, dass ihre Teilhabe für die Gemeinschaft von Vorteil wäre. Kennzeichnend für ihren Stil ist hier wie auch in ihren anderen Werken ihr klarer Ausdruck und der Einsatz von Satire und Ironie.
Der Aufsatz wurde veröffentlicht und stieß auf Interesse, und im Zuge der Debatte wurden zwei Frauen zumindest zu außerordentlichen Mitgliedern der Sociedad Económica ernannt. Da die restlichen Mitglieder sich in der Frage nicht einig wurden, befahl Karl III. 1787 die Gründung einer von den Männern getrennt agierenden Junta de Damas, also eines „Damenrates“, innerhalb der Gesellschaft. Eine der ersten, die in diesen Rat aufgenommen wurden, war Josefa Amar y Borbón.
Amar y Borbón übersetzte darüber hinaus Essays Moral and Literary aus dem Jahr 1778 ins Spanische, ein Werk des anglikanischen Priesters und Lehrers Vicesimus Knox, der die Bildung von Frauen als wichtig erachtete.
1790 erschien Amar y Borbóns Aufsatz Discurso sobre la educación física y moral de las mujeres (Abhandlung über die körperliche und sittliche Erziehung von Frauen) in dessen erstem Teil sie sich medizinischen und die körperliche Gesundheit von Mädchen und Frauen betreffenden Themen widmet. Im zweiten Teil empfiehlt sie, Mädchen in Sprachen, Geschichte, Zeichnen und Musik zu unterrichten. Das Werk wird als die umfassendste pädagogische Abhandlung über die Bildung von Frauen im Spanien des 18. Jahrhunderts angesehen. Bezeichnend ist Amars Betonung der intellektuellen Ausbildung der Mädchen, und dass sie wie selbstverständlich von der geistigen Gleichheit der Geschlechter ausgeht. Auf der anderen Seite wurde das Werk als so wichtig in den Gebieten der Kinderheilkunde und der Geburtshilfe erachtet, dass Amar daraufhin in die Königliche Medizinische Gesellschaft von Barcelona aufgenommen wurde.
Nach dem Ende ihrer Mitgliedschaft in der Sociedad Económica im Jahr 1790 scheint Amar y Borbón zwar weiterhin geschrieben und übersetzt, aber nichts mehr veröffentlicht zu haben. Nach dem Tod ihres Mannes 1798 zog sie sich aus dem gesellschaftlichen Leben zurück und widmete sich als Laienschwester in einem Hospital der Krankenpflege. Während der zwei Belagerungen Saragossas durch napoleonische Truppen 1808–1809 befand sie sich in der Stadt. Im Alter von 83 Jahren starb sie in ihrer Geburtsstadt.

## Bedeutung
Amar wird zu den wenigen weiblichen Protagonistinnen der Aufklärung während der Herrschaft von Karl III. gezählt. Sie gilt als eine der belesensten Frauen ihrer Zeit und setzte sich für die Teilhabe von Frauen an Bildung und am öffentlichen Leben ein. Sie vertrat die Meinung, dass „das Gehirn kein Geschlecht hat“ und alle geistigen Fähigkeiten geschlechtsunabhängig seien. Unterschiede ergäben sich lediglich aus dem Bildungsstand und den Talenten der einzelnen Menschen. Hinsichtlich der Bedeutung ihrer Schriften wird sie mit ihrer weitaus bekannteren Zeitgenossin Mary Wollstonecraft verglichen.
Amar widmete sich in ihren Abhandlungen oft verschiedenen Einzelthemen, die sie einem größeren Motiv unterordnete: Bildung, Aufklärung und Fortschritt. Sie gehört zu den Autoren des 18. Jahrhunderts, die die Traditionen des Siglo de Oro weiterentwickelten und den Grundstein für die Entwicklung des modernen Essay legten.
Nach ihrem Tod geriet Amar y Borbón in Vergessenheit. Feministische Autorinnen des 19. Jahrhunderts wie Emilia Pardo Bazán oder Concepción Arenal scheinen ihre Werke nicht gekannt zu haben, sie wurde erst in der jüngeren Vergangenheit von der Forschung wiederentdeckt.

## Ehrung
Judy Chicago widmete Amar eine Inschrift auf den dreieckigen Bodenfliesen des Heritage Floor ihrer 1974 bis 1979 entstandenen Installation The Dinner Party. Die mit dem Namen Josefa Amar beschrifteten Porzellanfliesen sind dem Platz mit dem Gedeck für Mary Wollstonecraft zugeordnet.

## Veröffentlichungen (Auswahl)
- Carmen Chaves McClendon (Hrsg.): Discurso en defensa del talento de las mugeres y de su aptitud para el gobierno, y otros cargos en que se emplean los hombre. In Dieciocho 3.2, 1980.
- María Victoria López-Cordón Cortezo (Hrsg.): Discurso sobre la educación física y moral de las mujeres, Cátedra, 1994. ISBN 84-376-1303-5
- Francisco Xavier Lampillas: Ensayo histórico-apologético de la literatura española. Übersetzt aus dem Italienischen von Josefa Amar y Borbón. 6 Bände, Saragossa 1782–8